# Herman Marinus van der Wijck

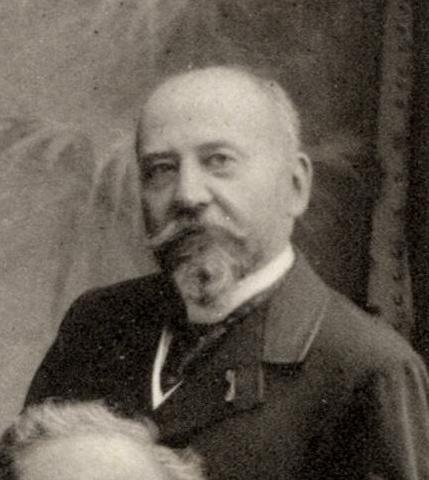
Herman Marinus van der Wijck in 1894

Jhr. Herman Marinus van der Wijck (Djokjakarta (Ned.-Indië), 26 mei 1843 – Velp, 8 december 1932) was een Nederlands militair en politicus.
De broers Van der Wijck, Carel Herman Aart, deze Herman, en Otto waren politici of hoge ambtenaren, een andere broer was luitenant-generaal Johan Cornelis van der Wijck; hun vader was jhr. Herman Constantijn van der Wijck, lid van de Raad van Indië.
Van der Wijck was een voormalig zeeofficier en secretaris-generaal van Marine, die in het kabinet-Röell minister op dat departement werd. Hij wist in 1896 een uitbreiding van het vlootplan-Jansen uit 1892 door het parlement te loodsen, waarmee besloten werd tot de aanbouw van drie nieuwe kruisers.